# 言語聴覚士学校養成所指定規則
言語聴覚士学校養成所指定規則（げんごちょうかくしがっこうようせいじょしていきそく）は、1998年（平成10年）8月28日に、日本国の言語聴覚士法に基づき文部省・厚生省令第2号として公布された省令である。

## 教育内容
- 基礎分野
  - 人文科学二科目
  - 社会科学二科目
  - 自然科学二科目
  - 外国語
  - 保健体育
- 専門基礎分野
  - 基礎医学
  - 臨床医学
  - 臨床歯科医学
  - 音声・言語・聴覚医学
  - 心理学
  - 言語学
  - 音声学
  - 音響学
  - 言語発達学
  - 社会福祉・教育
- 専門分野
  - 言語聴覚障害学総論
  - 失語・高次脳機能障害学
  - 言語発達障害学
  - 発声発語・嚥下障害学
  - 聴覚障害学
  - 臨床実習
- 選択必修分野